# Дерев, Вячеслав Эдуардович
Вячеслав Эдуардович Дерев (род. 20 августа 1949) — российский предприниматель и политик, член Совета Федерации (2011—2016). Фигурант уголовного дела.

## Биография
Вячеслав Дерев родился в ауле Адыге-Хабль (Икон-Халкский район, ныне Адыге-Хабльский, Черкесская автономная область). Окончил Северо-Кавказскую государственную гуманитарно-технологическую академию.

### Политическая деятельность
Являлся депутатом Народного собрания (Парламента) Карачаево-Черкесской Республики второго и четвёртого созывов, президент ООО «Меркурий-2», генеральный директор АЗ «Derways».
7 апреля 2011 года указом главы Карачаево-Черкесии Рашида Темрезова назначен членом Совета Федерации — представителем исполнительного органа государственной власти.
27 января 2016 года полномочия Дерева досрочно прекращены на основании его заявления от декабря 2015 года.

### Уголовное преследование
По данным портала Lenta.ru, уголовное дело о хищении НДС членами семьи Дерева возбуждено 12 февраля 2012 года, через неделю после его интервью «Российской газете», в котором он недоброжелательно отозвался о Рауфе Арашукове. По утверждениям родственников жертв заказных убийств, Дерев оказывал им поддержку в борьбе за обеспечение правосудия, и уголовное дело против него было возбуждено благодаря связям Арашукова с силовиками.
5 марта 2018 года Вячеслав Дерев был задержан в своём доме в посёлке Псыж и по ходатайству следствия этапирован в Москву в центральный аппарат Следственного комитета по делу о хищении 119,3 млн рублей бюджетных средств путём незаконного возмещения НДС. Решением суда арестован на два месяца.
4 мая 2018 года Басманный суд продлил арест Дерева до 6 августа 2018 года, хотя прокуратура выступала против содержания его под стражей. Бывшему сенатору предъявлено обвинение по части 4 статьи 159 УК Российской Федерации (мошенничество в особо крупных размерах).
13 ноября 2018 года во время заседания Басманного суда по запросу Главного следственного управления СКР о продлении ареста Дерева до одного года, тому стало плохо, и он был госпитализирован в 20-ю горбольницу, где ему диагностировали второй инфаркт. 16 ноября арест был продлён в новом судебном заседании.
2 февраля 2019 года газета «Коммерсантъ» сообщила, что Следственный комитет завершил расследование дела Вячеслава Дерева. Бывшему сенатору и его предполагаемым сообщникам вменяется мошенничество в особо крупном размере (ч. 4 ст. 159 УК). По версии следствия, в 2007—2010 годах между компаниями «Киево-Жураки AПК» и «Меркурий-2», принадлежавшими членам семьи Дерева, были заключены контракты на строительство крупных свиноводческих комплексов в Карачаево-Черкесии и Адыгее, при исполнении которых была существенно завышена стоимость работ, что позволило собственникам получить незаконное возмещение НДС в размере 119 376 365 рублей за счёт средств федерального бюджета. Вячеслав Дерев свою вину не признал (по утверждению «Коммерсанта», Дерев является одним из ключевых свидетелей обвинения по делу Рауфа Арашукова). Однако, 7 февраля Следственный комитет сообщил об отсутствии какой-либо связи между делами двух сенаторов.
1 марта 2019 года Московский городской суд отказался удовлетворить ходатайство следствия о новом продлении ареста Дерева на два месяца, и он был освобождён в зале суда. Прокурор требовал домашнего ареста, защита указала на инвалидность подследственного и ухудшение состояния здоровья, а также на завершение расследования. Дерев должен ознакомиться с материалами дела, после чего обвинительное заключение будет передано на утверждение в прокуратуру.
5 октября 2020 года решением Октябрьского районного суда Ставрополя ввиду неявки Дерева на судебные заседания мерой пресечения вновь избрано содержание под стражей, и он был задержан (по мнению его адвокатов, дело должно быть прекращено за истечением срока давности).